# Liesle
Liesle est une commune française située dans le département du Doubs, la région culturelle et historique de Franche-Comté et la région administrative Bourgogne-Franche-Comté.
Ses habitants se nomment les Lieslois et Liesloises.

## Géographie

### Toponymie
Lislam en 1168 ; Lyse en 1227 ; Lilla en 1263 ; Lielle en 1264.
La commune couvre 1 800 hectares : c'est une des plus grandes communes du canton de Quingey. Elle est située en bordure de forêt de Chaux, aux confins d'un méandre de la Loue. Ses paysages sont d'une qualité remarquable. La forêt couvre une large superficie de 618 hectares et fait l'objet aujourd'hui de diverses mesures de protection du milieu (ZNIEFF, Natura 2000) et d'une exploitation mieux raisonnée (démarche de qualité du PEFC). L'agriculture et la vigne couvrent une surface de 600 hectares.
La Loue, rivière au débit capricieux, passe au moulin de Larnaude. Le village est donc moins touché par les inondations fréquentes que peuvent connaitre des villages des environs comme Quingey ou Port-Lesney. Liesle possède malgré tout plusieurs ruisseaux, dont le plus important est celui de Saumon. Certains ont été canalisés.
Le village se situe à une altitude de 250 mètres environ, avec un point culminant à 467 mètres, du nom du Signal.
Le principal belvédère se trouve à la maison blanche, maison appelée ainsi du fait de sa couleur qui se distingue nettement en surplomb du village. Deux chemins d'accès sont disponibles : le chemin en enrobée ou le parc du curée à travers la forêt.
Le train passe depuis 1889 et s'arrête. La gare de marchandises, très active par le passé, a été supprimée. La gare de voyageurs est quant à elle toujours en fonctionnement, malgré la destruction du bâtiment. Elle est utilisée par les travailleurs ou les étudiants qui se rendent quotidiennement à Besançon. Un pipeline passe de l'autre côté du village, ce qui peut poser quelques problèmes d'aménagement du territoire, notamment pour l'extension des constructions.

### Climat
Pour des articles plus généraux, voir Climat de la Bourgogne-Franche-Comté et Climat du Doubs.
En 2010, le climat de la commune est de type climat de montagne, selon une étude du Centre national de la recherche scientifique s'appuyant sur une série de données couvrant la période 1971-2000. En 2020, Météo-France publie une typologie des climats de la France métropolitaine dans laquelle la commune est exposée à un climat semi-continental et est dans la région climatique  Jura, caractérisée par une forte pluviométrie en toutes saisons (1 000 à 1 500 mm/an), des hivers rigoureux et un ensoleillement médiocre. 
Pour la période 1971-2000, la température annuelle moyenne est de 10,6 °C, avec une amplitude thermique annuelle de 17,1 °C. Le cumul annuel moyen de précipitations est de 1 175 mm, avec 13 jours de précipitations en janvier et 9,3 jours en juillet. Pour la période 1991-2020, la température moyenne annuelle observée sur la station météorologique de Météo-France la plus proche, « Arc-et-Senans », sur la commune d'Arc-et-Senans à 4 km à vol d'oiseau, est de 11,7 °C et le cumul annuel moyen de précipitations est de 1 182,8 mm. 
La température maximale relevée sur cette station est de 41,5 °C, atteinte le 13 août 2003 ; la température minimale est de −25 °C, atteinte le 2 janvier 1971,,. 
Les paramètres climatiques de la commune ont été estimés pour le milieu du siècle (2041-2070) selon différents scénarios d'émission de gaz à effet de serre à partir des nouvelles projections climatiques de référence DRIAS-2020. Ils sont consultables sur un site dédié publié par Météo-France en novembre 2022.

## Urbanisme

### Typologie
Au 1er janvier 2024, Liesle est catégorisée commune rurale à habitat dispersé, selon la nouvelle grille communale de densité à 7 niveaux définie par l'Insee en 2022.
Elle est située hors unité urbaine. Par ailleurs la commune fait partie de l'aire d'attraction de Besançon, dont elle est une commune de la couronne,. Cette aire, qui regroupe 310 communes, est catégorisée dans les aires de 200 000 à moins de 700 000 habitants,.

### Occupation des sols
L'occupation des sols de la commune, telle qu'elle ressort de la base de données européenne d’occupation biophysique des sols Corine Land Cover (CLC), est marquée par l'importance des forêts et milieux semi-naturels (52,7 % en 2018), une proportion identique à celle de 1990 (52,7 %). La répartition détaillée en 2018 est la suivante : 
forêts (49,6 %), prairies (17,7 %), terres arables (17,4 %), zones agricoles hétérogènes (7 %), zones urbanisées (3 %), milieux à végétation arbustive et/ou herbacée (3 %), cultures permanentes (2,2 %). L'évolution de l’occupation des sols de la commune et de ses infrastructures peut être observée sur les différentes représentations cartographiques du territoire : la carte de Cassini (XVIIIe siècle), la carte d'état-major (1820-1866) et les cartes ou photos aériennes de l'IGN pour la période actuelle (1950 à aujourd'hui).

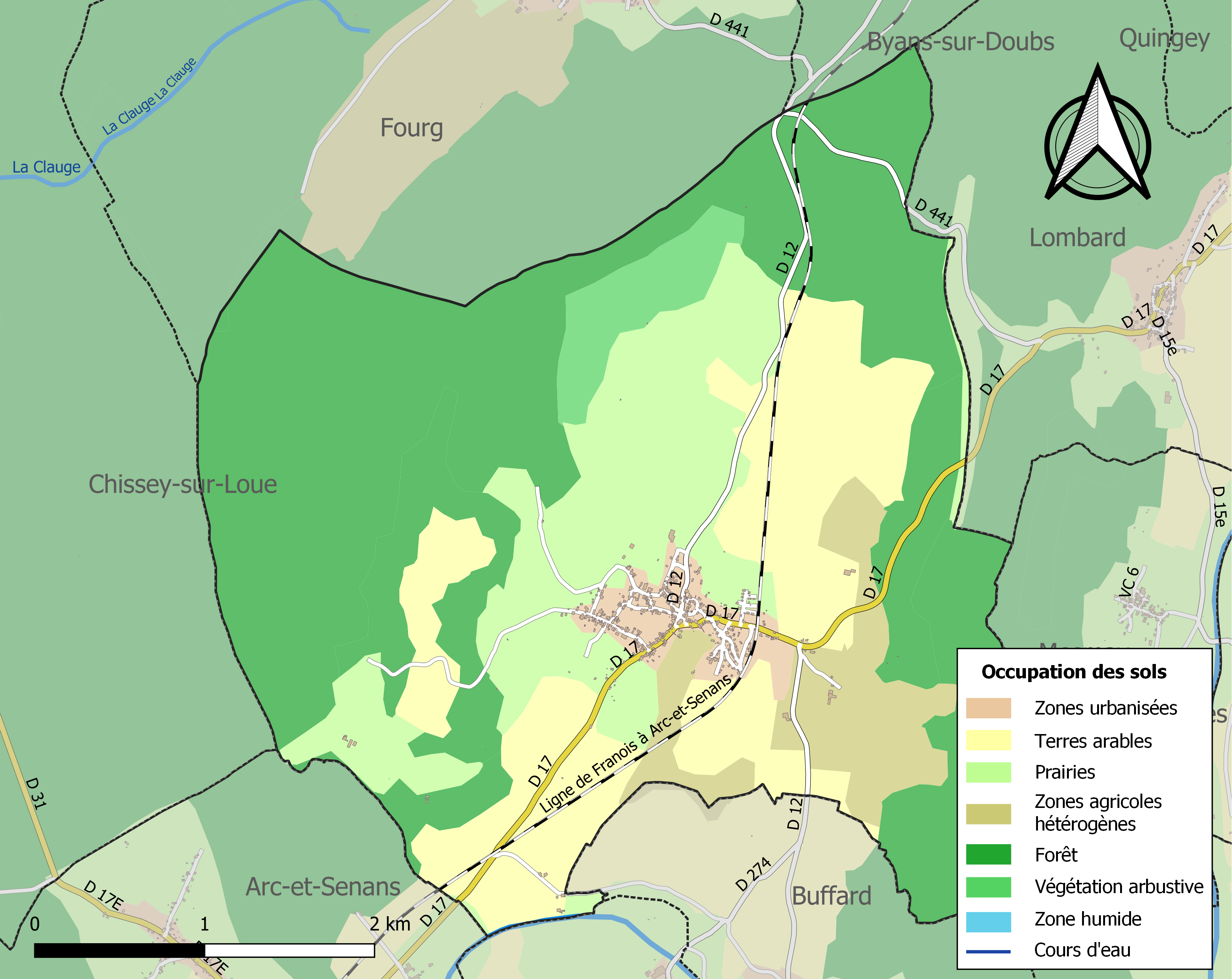
Carte des infrastructures et de l'occupation des sols de la commune en 2018 (CLC).

## Histoire
Le village est fondé vers 1200. Liesle appellation actuelle utilisé, avant l'appellation de cet commune était Lila, puis qui s'est transformé plusieurs fois pour arriver à Liesle.

## Héraldique
| Blason de Liesle | Blason  | D'argent aux trois fasces de gueules.            |
| Blason de Liesle | Détails | Le statut officiel du blason reste à déterminer. |

## Politique et administration
| Période                                  | Période  | Identité        | Étiquette | Qualité  |
| ---------------------------------------- | -------- | --------------- | --------- | -------- |
| avant 1988                               | ?        | André Oudot     |           |          |
| ?                                        | 2001     | Claire Casenove | DVD       |          |
| mars 2001                                | 2014     | Simone Valot    |           |          |
| 2014                                     | mai 2020 | Pierre Daudey   | DVD       | R'traité |
| mai 2020                                 | En cours | Simone Valot    |           |          |
| Les données manquantes sont à compléter. |          |                 |           |          |

## Démographie
L'évolution du nombre d'habitants est connue à travers les recensements de la population effectués dans la commune depuis 1793. Pour les communes de moins de 10 000 habitants, une enquête de recensement portant sur toute la population est réalisée tous les cinq ans, les populations de référence des années intermédiaires étant quant à elles estimées par interpolation ou extrapolation. Pour la commune, le premier recensement exhaustif entrant dans le cadre du nouveau dispositif a été réalisé en 2005.

En 2022, la commune comptait 558 habitants, en évolution de +7,1 % par rapport à 2016 (Doubs : +1,88 %, France hors Mayotte : +2,11 %).
| 1793 | 1800  | 1806  | 1821 | 1831  | 1836  | 1841  | 1846  | 1851 |
| ---- | ----- | ----- | ---- | ----- | ----- | ----- | ----- | ---- |
| 950  | 1 027 | 1 085 | 967  | 1 037 | 1 061 | 1 061 | 1 030 | 958  |

| 1856 | 1861 | 1866 | 1872 | 1876 | 1881 | 1886 | 1891 | 1896 |
| ---- | ---- | ---- | ---- | ---- | ---- | ---- | ---- | ---- |
| 872  | 860  | 935  | 880  | 866  | 800  | 834  | 773  | 718  |

| 1901 | 1906 | 1911 | 1921 | 1926 | 1931 | 1936 | 1946 | 1954 |
| ---- | ---- | ---- | ---- | ---- | ---- | ---- | ---- | ---- |
| 668  | 628  | 643  | 562  | 580  | 597  | 525  | 661  | 615  |

| 1962 | 1968 | 1975 | 1982 | 1990 | 1999 | 2005 | 2006 | 2010 |
| ---- | ---- | ---- | ---- | ---- | ---- | ---- | ---- | ---- |
| 559  | 546  | 503  | 495  | 572  | 552  | 529  | 529  | 521  |

| 2015 | 2020 | 2022 | - | - | - | - | - | - |
| ---- | ---- | ---- | - | - | - | - | - | - |
| 522  | 548  | 558  | - | - | - | - | - | - |

## Lieux et monuments
- Le château d'Augicourt inscrit aux monuments historiques[20].
- Le moulin de l'Arnaude : il s'agit du dernier moulin à eau fonctionnant dans le Doubs. Le mécanisme, actionné par une roue plongée dans la Loue, permet au meunier de moudre du grain et d'obtenir de la farine. La roue tourne dans un plan horizontal autour d'un axe en bois de fer. Le moulin ne se visite pas, sauf journées porte ouverte.
- L'église Saint-Étienne.

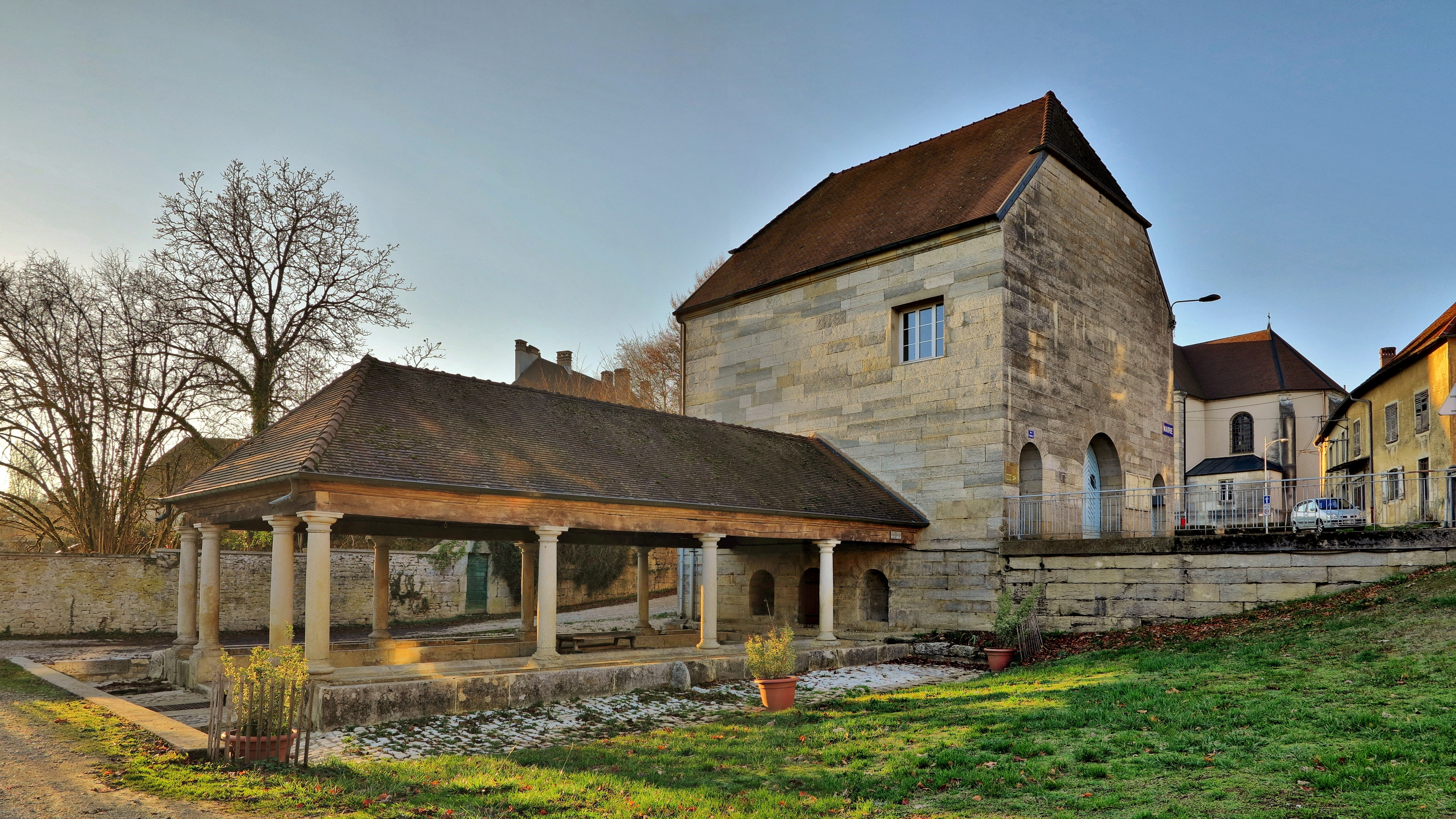
La mairie-lavoir.
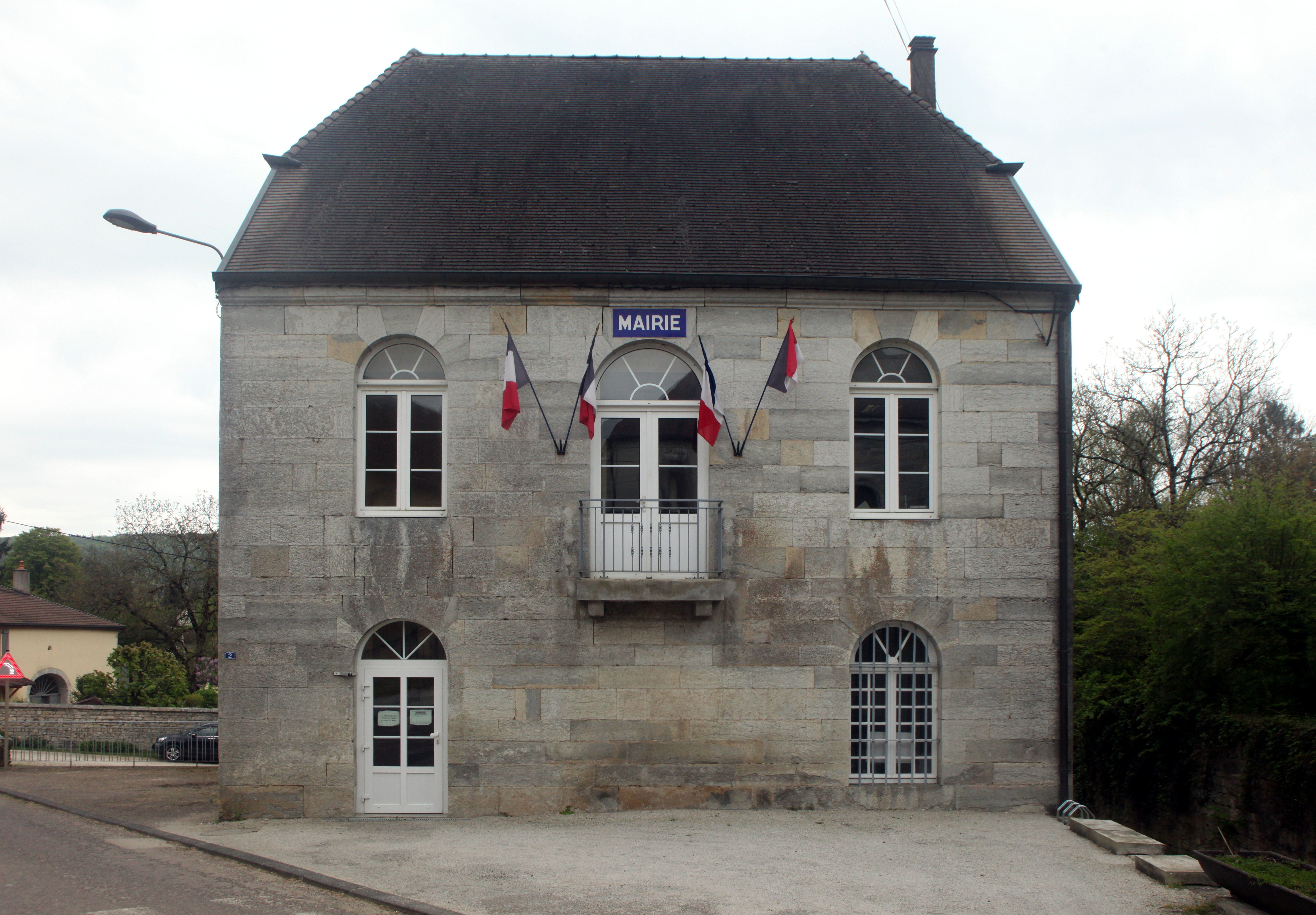
Le bois du curé situé à côté de la maison blanche surplombant la colline.
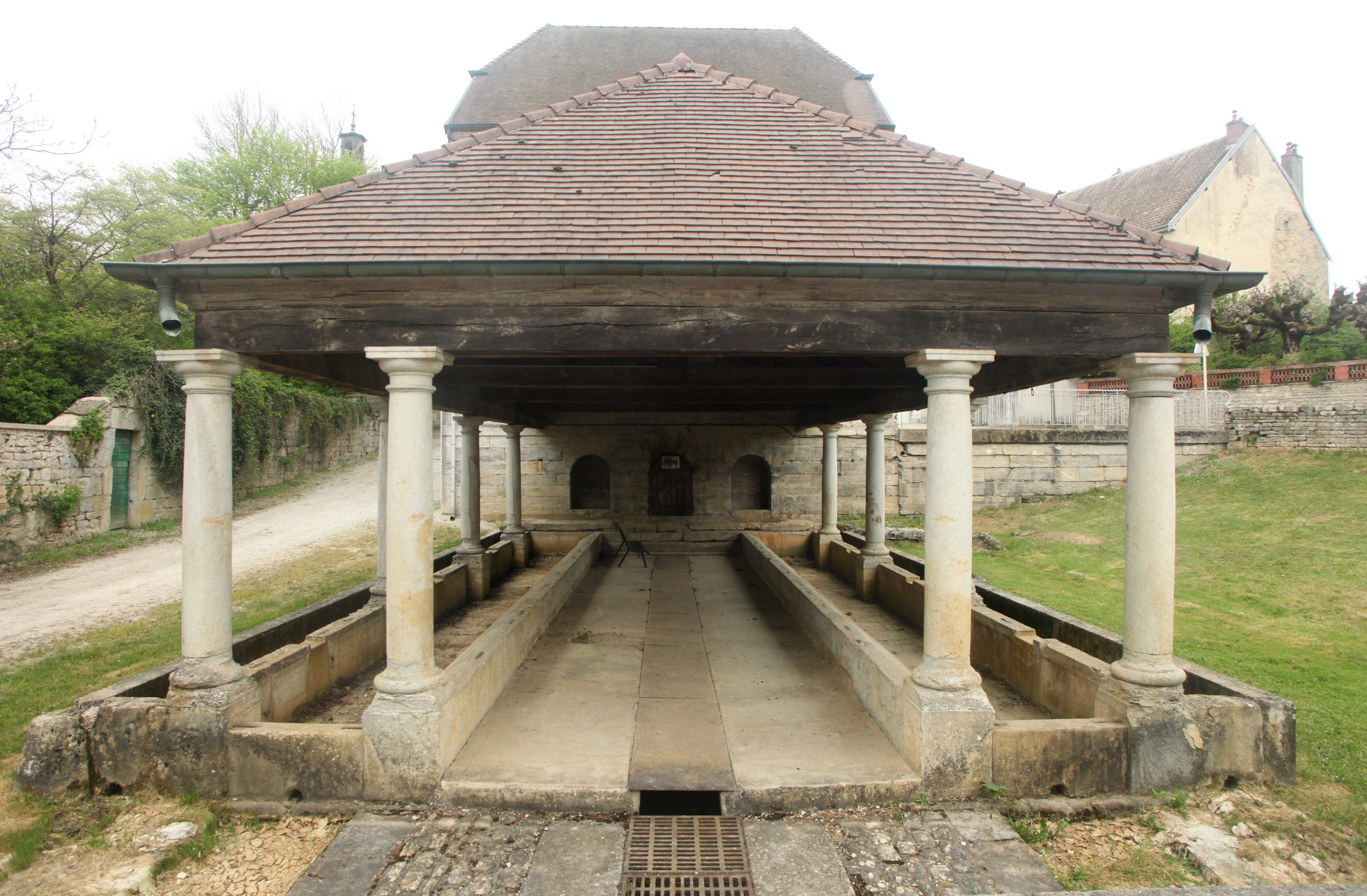
Détail du lavoir.
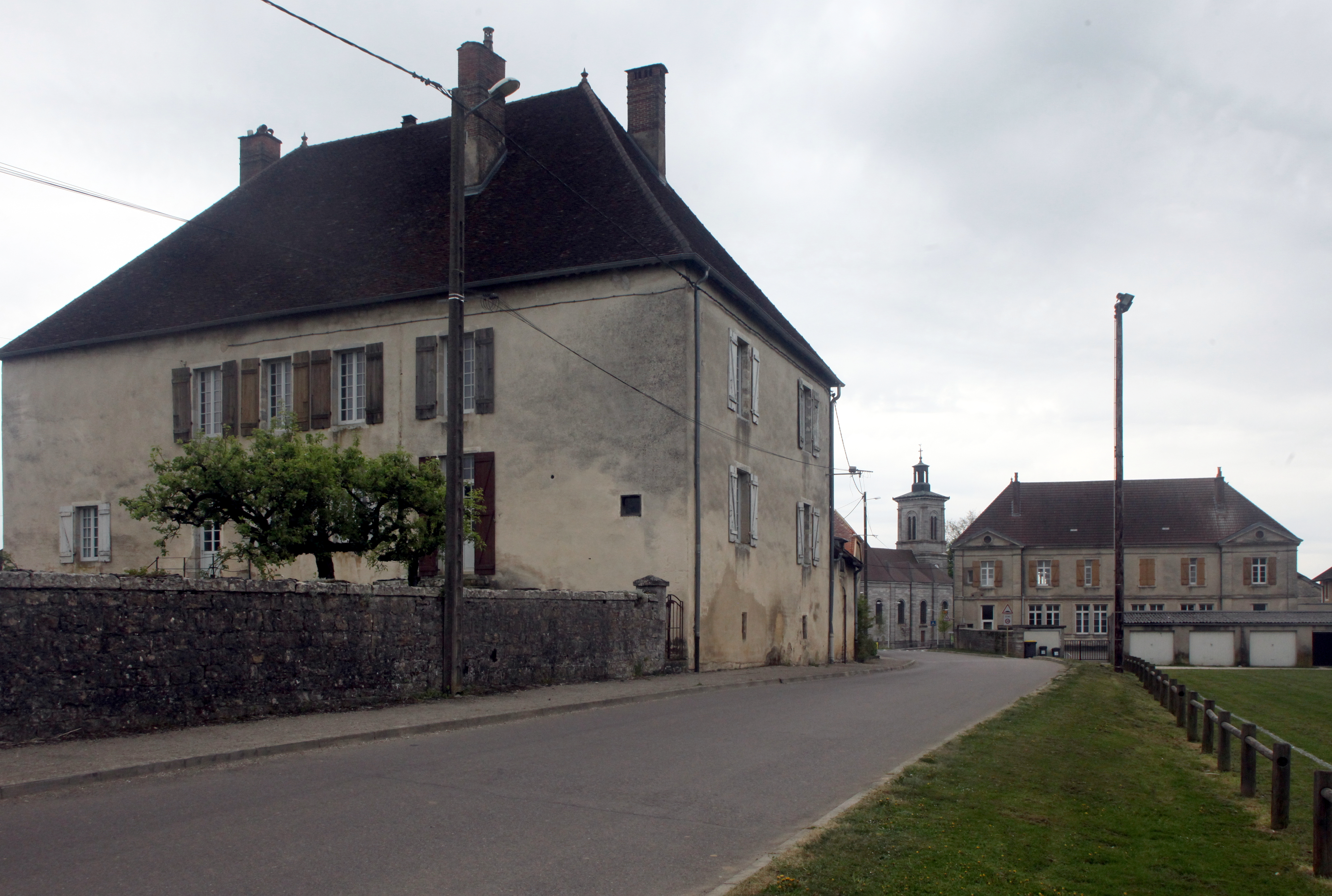
Entrée de Liesle.
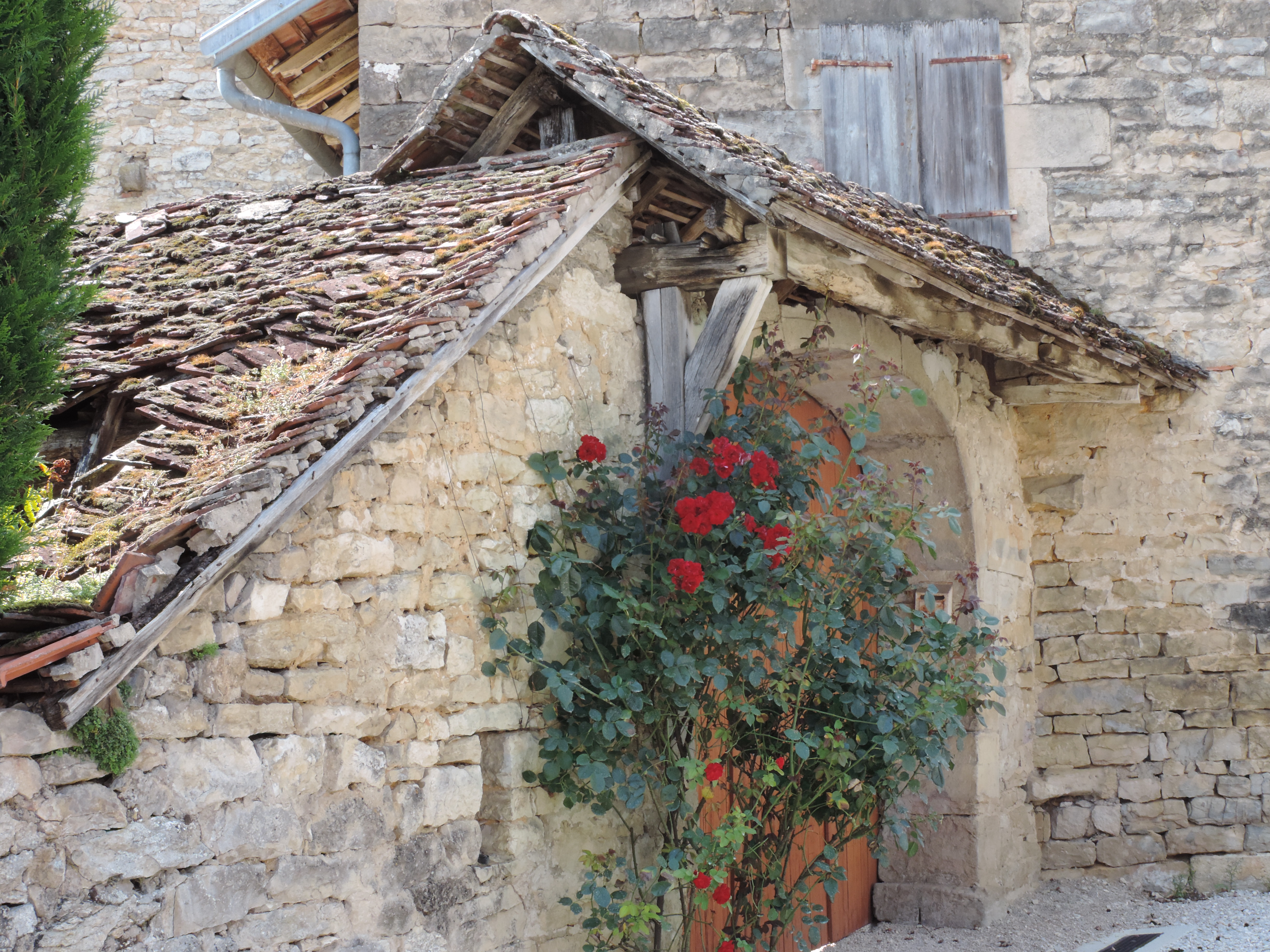
Vieille maison.

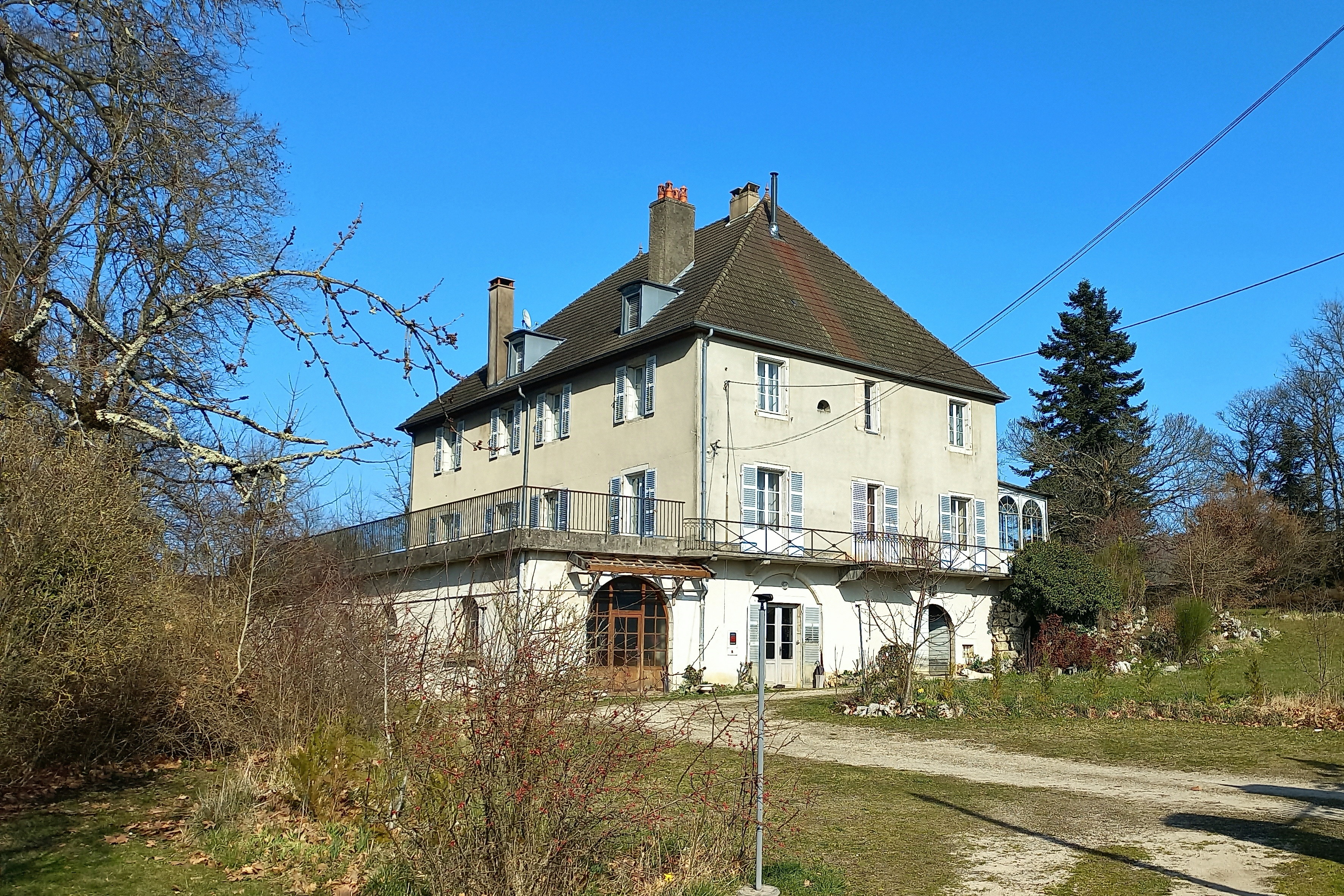
Le château d'Augicourt.
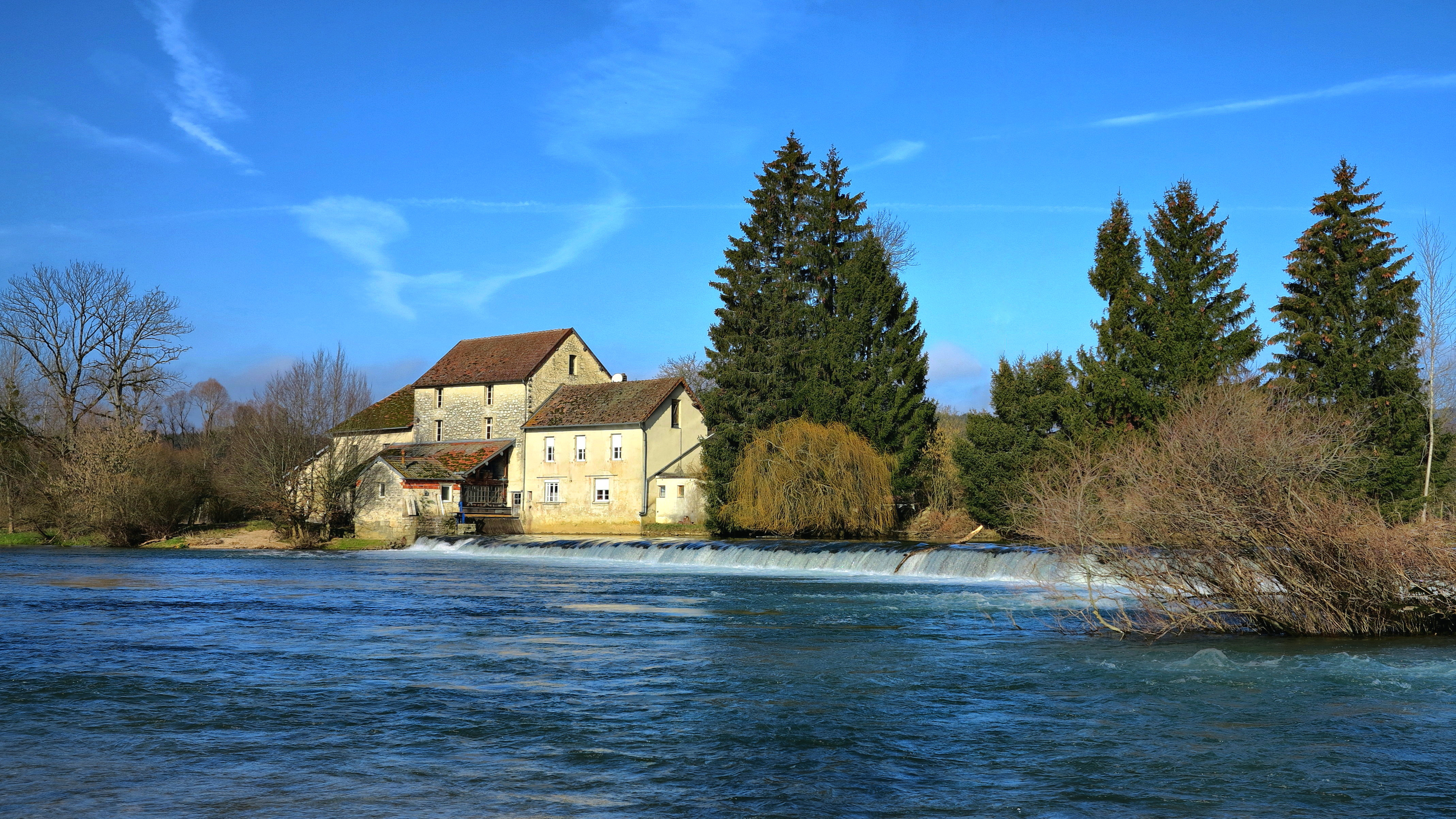
Le moulin de Larnaude sur la Loue.
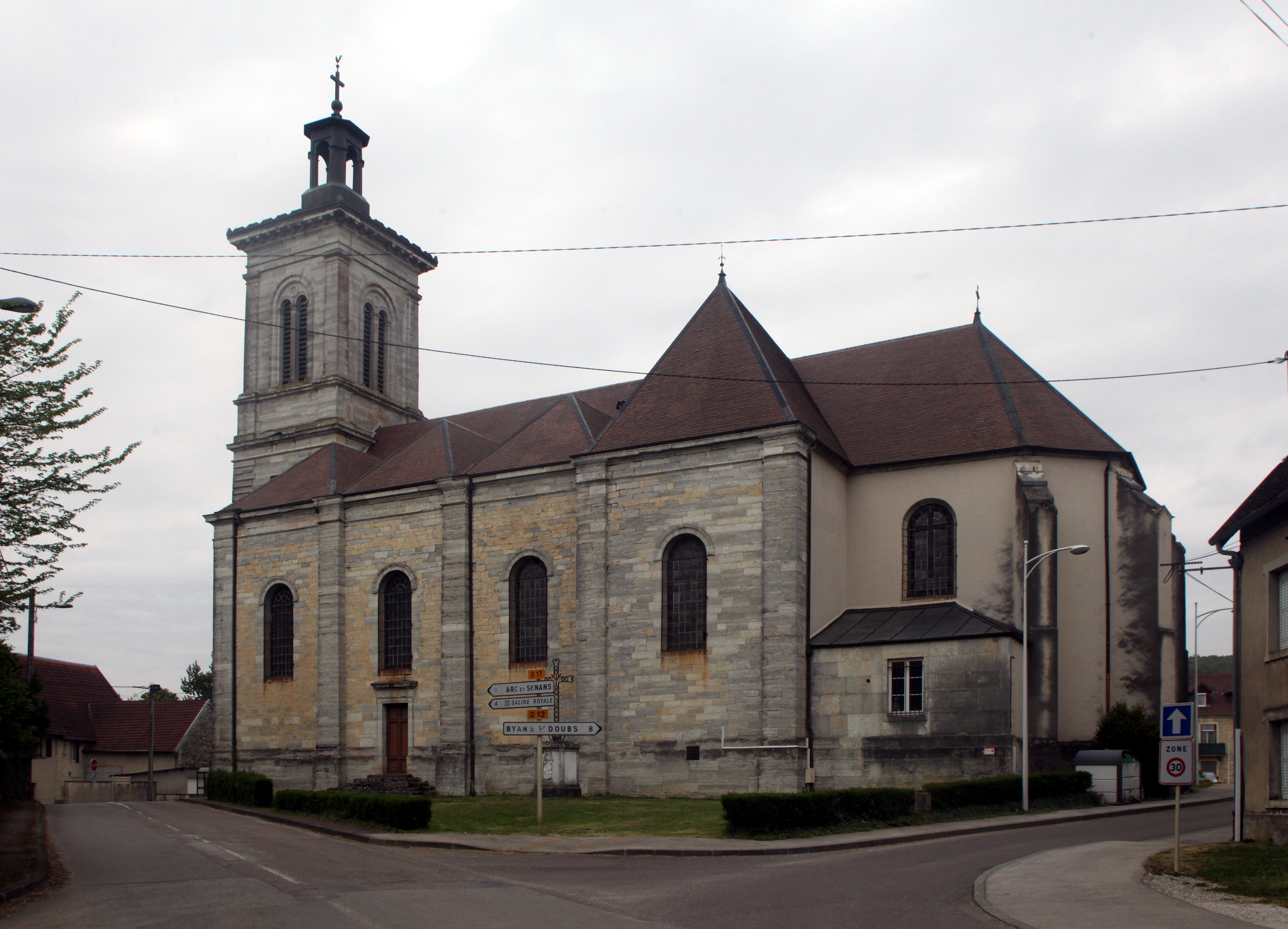
Église.
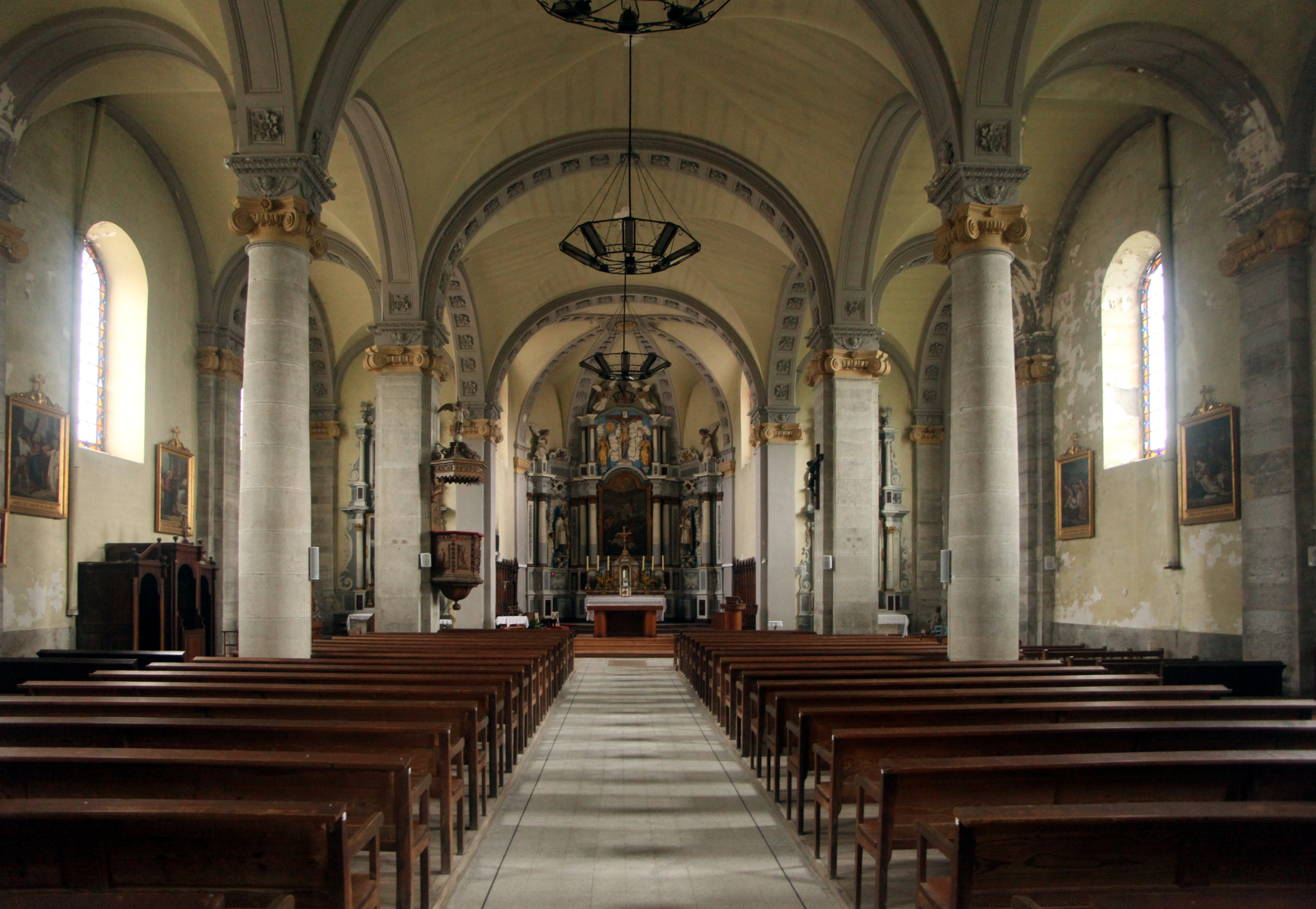
Intérieur de l'église.
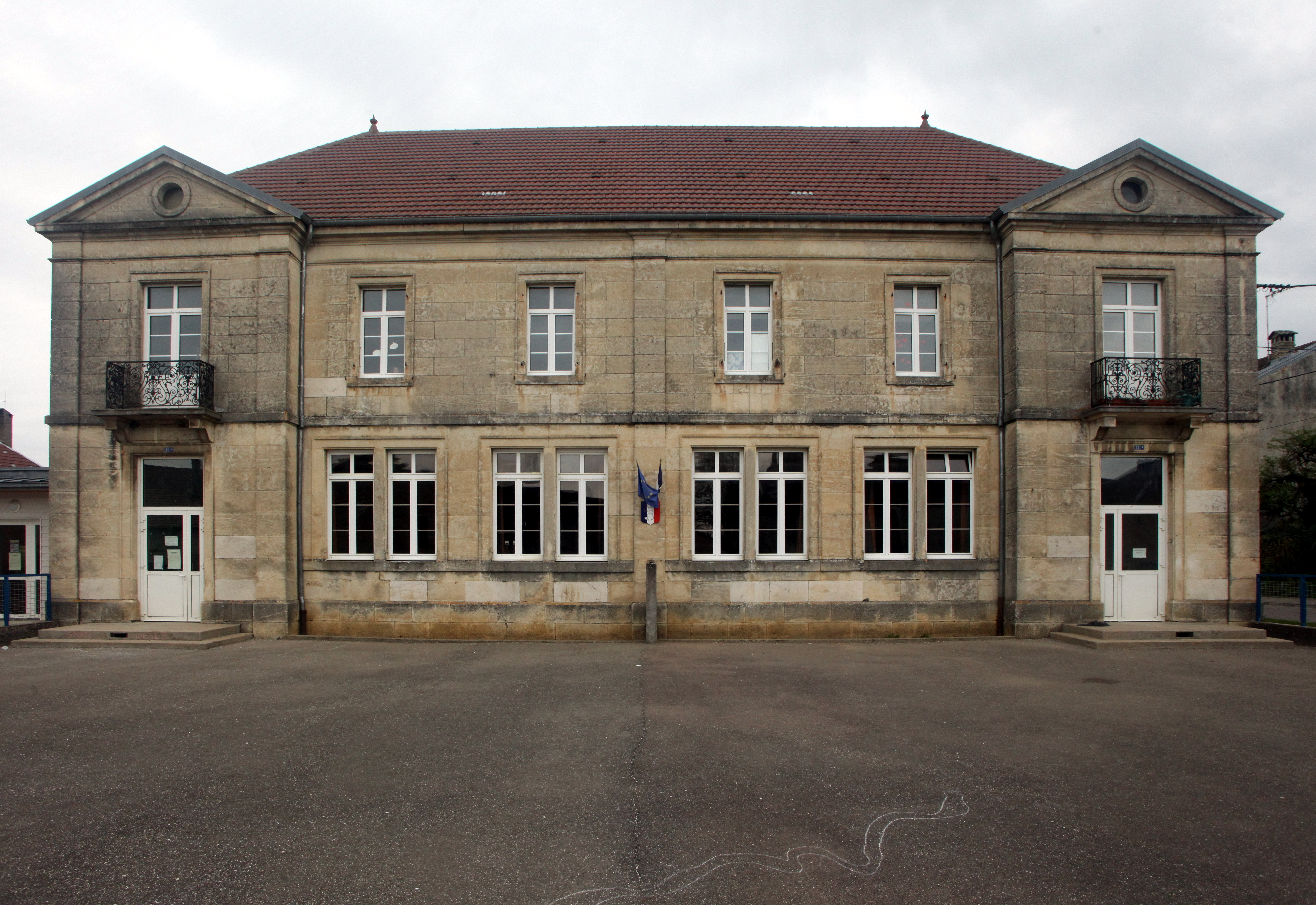
École.

- La mairie-lavoir.
- Façade de la mairie.
- Détail du lavoir.
- Entrée de Liesle.
- Vieille maison.

## Personnalités liées à la commune
- Félix Gaffiot (1870-1937), né à Liesle, auteur d'un dictionnaire de référence latin-français qui est toujours publié. Très grand latiniste reconnu de tous, il fut pendant de longues années professeur de langue et de philologie latine à La Sorbonne et doyen de la faculté des lettres de Besançon.
- Maurice Lambert né à Liesle, avocat de profession. Il a lutté trente ans pour que Besançon ait sa cour d'appel.
- Charles Dornier, fils du maréchal-ferrant, né à Liesle le 20 janvier 1873,  mort à Perpignan le 3 septembre 1954, l'année même où il reçut le Grand Prix de Poésie des Jeux Floraux du Roussillon. Il a été professeur de lettres au lycée Henri-IV à Paris durant trente ans[21].

## Fleurir Liesle
Fleurir Liesle est le nom de l'association s'occupant de récolter des fonds pour fleurir la commune. Cette idée est née il y a peu au sein du village qui a désormais 2 Fleurs de « village fleuri ». Les villageois vendent des calendriers « fleurir Liesle » pour financer les projets floraux. Un déplacement a été organisé cette année pour se rendre dans d'autres villages bien fleuris afin d'en apprendre davantage et de progresser encore dans cette décoration. Cette année, le thème du village aura été Félix Gaffiot. En effet, une fresque de Félix Gaffiot est d'ailleurs présente à l'entrée du village de la route menant à Osselle.

## Fête de Liesle
La fête de Liesle qui a lieu chaque année le premier week-end d'août. Elle se déroule sur la place de Liesle, à l'emplacement d'un ancien château fort. Le lundi soir, un bal et un feu d'artifice sont organisés en plus des attractions foraines de plus en plus nombreuses.